# Etropus crossotus
Etropus crossotus, popularmente chamado linguado ou solha, é um peixe plano demersal da família dos paralictiídeos (Paralichthyidae).

## Etimologia
O vernáculo linguado é formado por "língua" + "-ado" e foi registrado em 1500 como lingoados e em 1716 como linguado. Solha trata-se de uma designação comum dada às espécies de linguados e foi formado a partir do latim solĕa,ae, tanto em sua acepção de peixe como na acepção de "sandália, sola". Foi registrado no {século XIII como ssolha, no século XIV como solla, no século XV como solha e em 1610 como solho. O nome genérico Etropus tem origem no grego, sendo formado pelos elementos ētron (ἦτρον), que significa "abdômen inferior", e poús (πούς), que significa "pé".

## Taxonomia e sistemática
Etropus crossotus foi descrito pela primeira vez em 1882 por David Starr Jordan e Charles Henry Gilbert. Faz parte do gênero Etropus e da família dos paralictiídeos (Paralichthyidae). O gênero engloba nove espécies, divididas em dois grupos, os de escamas secundárias nas escamas primárias e aquelas sem escamas secundárias. O grupo sem escamas secundárias inclui E. crossotus.E. crossotus foi originalmente descrito a partir de espécimes coletados na costa do Pacífico do México, tendo como holótipo o exemplar USNM 28124. No entanto, Nielsen (1963) relatou que esse holótipo não existe mais, possivelmente destruído no incêndio que atingiu a Universidade de Indiana em 1883.
Numa análise comparativa entre populações do Pacífico e do Atlântico, Parr (1931) propôs a designação da população atlântica como uma nova subespécie, E. crossotus atlanticus, com base na diferença nos padrões de crescimento: enquanto a profundidade corporal na população atlântica apresentava uma relação relativamente isométrica com o tamanho, a população do Pacífico exibia alometria positiva nesse mesmo caráter. Contudo, Parr não designou uma série-tipo à nova subespécie, tampouco especificou os materiais utilizados em sua análise. A maioria dos pesquisadores posteriores - com exceção de Briggs (1958) e Moe & Martin (1965) - optou por não reconhecer E. c. atlanticus como táxon válido. Apesar disso, a hipótese de Parr, que propõe a existência de duas subespécies de E. crossotus, nunca foi formalmente reavaliada de maneira crítica.

## Descrição
O comprimento total máximo de Etropus crossotus é de 20 centímetros, mas atinge mais comumente tamanhos inferiores a 15 centímetros. Seu corpo é relativamente profundo, representando 50–58% do comprimento padrão. A cabeça curta e pontiaguda, correspondendo a 20–27% do comprimento padrão. Ambos os olhos situam-se no lado esquerdo, com o olho superior posicionado na borda superior da cabeça; o espaço interorbital é muito estreito, e a crista sobre cada olho encontra-se coalescida. A boca é muito pequena, medindo 23–26% do comprimento da cabeça, terminando abaixo da borda anterior do olho. As mandíbulas no lado cego são arqueadas, com a maioria dos dentes também localizada nesse lado; os dentes são dispostos em uma única fileira em cada mandíbula, sem dentes alargados.
Rastros branquiais inferiores variam entre seis e nove, mas geralmente são de sete a oito. A nadadeira dorsal possui 73–84 raios, enquanto a anal apresenta 57–67. Nadadeiras peitorais estão presentes em ambos os lados do corpo, com 10 raios ramificados; a nadadeira do lado do olho tem de 50 a 75% do comprimento da cabeça. As nadadeiras pélvicas são simétricas, localizadas na região ventral, com a base da nadadeira do lado do olho posicionada na linha média do corpo; ambas possuem bases curtas e 6 raios. A nadadeira caudal tem ponta angular romba. A papila urinária localiza-se no lado cego, logo atrás do ânus.
A linha lateral é bem desenvolvida em ambos os lados do corpo, inicia-se no canto superior do opérculo, é completa e relativamente reta, sem ramificação sob o olho inferior. As escamas são pequenas, ásperas no lado do olho e lisas no lado cego, facilmente destacáveis e sem escamas acessórias; o focinho é desprovido de escamas. Há 38–45 escamas ao longo da linha lateral. Coloração marrom-escura, com margens estreitas e pretas nas nadadeiras; nadadeiras medianas escuras e borda externa da nadadeira caudal frequentemente enegrecida. Nos machos, observa-se frequentemente pigmentação escura na metade posterior do lado cego.

## Distribuição e habitat
Etropus crossotus distribui-se no Atlântico Ocidental, no sul da Virgínia e ao longo da costa dos Estados Unidos, por todo o golfo do México (incluindo o litoral do México) e no mar do Caribe, desde Cuba e Jamaica até Porto Rico e Tobago, passando por Granada, Haiti, República Dominicana e São Vicente e Granadinas. Também está presente na costa da América Central (Belize, Costa Rica, El Salvador, Guatemala, Honduras, Nicarágua e Panamá) e América do Sul, desde a Colômbia, Venezuela, escudo das Guianas (Guiana, Suriname e Guiana Francesa) e por todo o litoral do Brasil (Amapá, Pará, Maranhão, Piauí, Ceará, Rio Grande do Norte, Paraíba, Pernambuco, Alagoas, Sergipe, Bahia, Espírito Santo, Rio de Janeiro, São Paulo, Paraná, Santa Catarina e Rio Grande do Sul). Ainda é encontrado no Pacífico tropical oriental, ao longo da costa da América Central até o Equador, Peru e Chile. Em 1951, o governo da Califórnia, o introduziu no lago Salton, junto com outras espécies, na tentativa de popular o lago à pesca esportiva.
A profundidade de Etropus crossotus varia de 0 a 110 metros, mas ocorre principalmente em profundidades inferiores a 30 metros. Habita ocorre em estuários, enseadas e águas da plataforma continental interna, onde ocorre sobre uma variedade de sedimentos moles, incluindo lama e areia lamacenta. No Brasil, foi localizado numa variedade de habitats numa enseada sedimentar, incluindo mangues, bancos de areia e pequenas áreas estuarinas. Também foi registrado em trechos mais baixos de estuários tropicais.

## Ecologia

### Alimentação

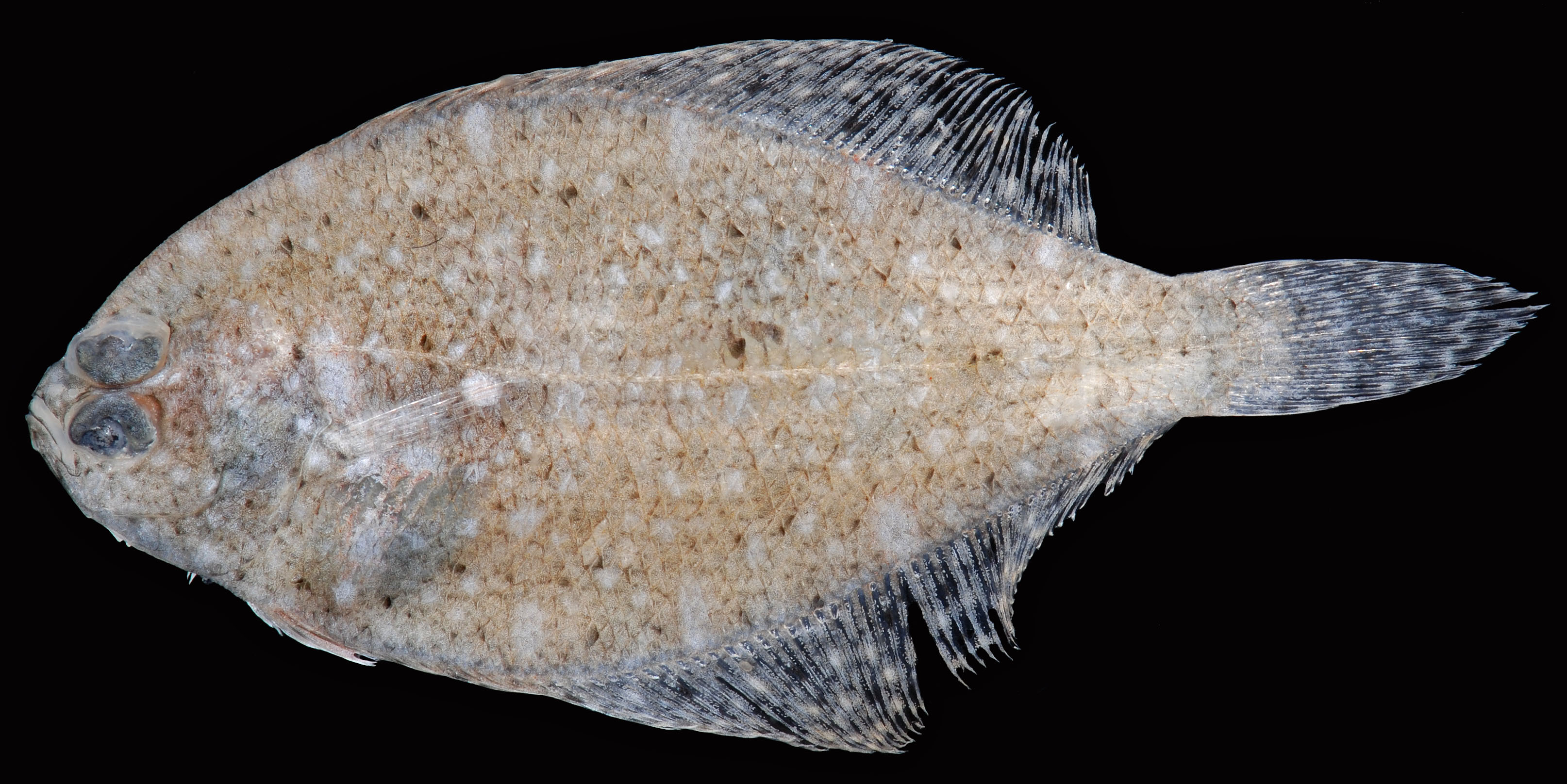
Espécime do Centro de Pesquisa Ambiental Smithsonian

Etropus crossotus possui um nicho amplo e alimenta-se de uma variedade de presas demersais, mas principalmente de crustáceos. A análise do conteúdo estomacal de indivíduos coletados na baía de Guaratuba, no Paraná, indicou o consumo de anfípodes (família dos gamarídeos e caprelídeos), isópodes, decápodes (caranguejos), poliquetas, moluscos (gastrópodes e bivalves) e peixes. Os dados atuais indicam que a longevidade de Etropus crossotus é de aproximadamente 14,5 meses. Registros de indivíduos com comprimento total superior a 16,0 centímetros são extremamente raros - com um único exemplar de 16,9 centímetros reportado por Moe e Martin (1965). Mesmo considerando uma margem adicional de 90 dias à idade máxima registrada de 445 dias, não se espera que ultrapasse 1,5 ano de vida - uma longevidade excepcionalmente curta para peixes-achatados.

### Reprodução
O desenvolvimento gonadal de Etropus crossotus não apresenta correlação com a temperatura da água, mas sim com a precipitação, salinidade e, sobretudo, com o fotoperíodo. Este fator, considerado o mais determinante, parece estar relacionado ao relógio biológico da espécie, que ajusta suas funções fisiológicas em resposta às variações ambientais, dependendo da região climática em que os indivíduos ocorrem. No Brasil, a maior atividade reprodutiva foi registrada entre outubro e janeiro, correspondendo à primavera e início do verão. No entanto, o período reprodutivo pode variar ao longo da costa brasileira, provavelmente em razão das diferenças nas condições ambientais predominantes - incluindo fatores abióticos, como temperatura e fotoperíodo, e bióticos, como a disponibilidade de alimento nas fases iniciais do desenvolvimento.
Esta espécie tem um longo período de desova, de março a outubro, na costa da Carolina do Sul. Com base na presença de fêmeas maduras, larvas e juvenis em estágio avançado de desenvolvimento, é provável que a desova ocorra próximo à costa ou em áreas costeiras. O menor tamanho registrado para a maturidade sexual, segundo Topp e Hoff (1972), foi de 8,9 centímetros, embora o espécime considerado por eles como estando nos estágios finais de maturação apresentasse 10,3 centímetros de comprimento padrão. Experimentos conduzidos por Reichert e Van der Veer (1991) demonstraram taxa de crescimento de aproximadamente 0,5 milímetro por dia em temperaturas entre 24°C e 28°C para indivíduos juvenis, o que sugere que atinge a maturidade sexual ainda no primeiro ano de vida.
O padrão de desenvolvimento dos folículos ovarianos observado segue o modelo descrito para outros teleósteos. A espécie apresenta penhora múltipla, com desenvolvimento ovariano sincrônico de mais de um lote de oócitos. A relação peso-comprimento e o tamanho dos indivíduos são, em muitas espécies de peixes, indicadores frequentes de dimorfismo sexual. Em E. crossotus, porém, ambos os sexos exibiram crescimento alométrico positivo, sem diferenças significativas entre si. A razão sexual também não apresentou variações expressivas, permanecendo equilibrada entre os sexos, inclusive quando analisada em diferentes classes de comprimento, o que indica que machos e fêmeas apresentam tamanhos semelhantes.

### Desenvolvimento larval
As larvas de Etropus crossotus próximas à transformação já apresentavam o conjunto completo de caracteres contáveis. Possuem um melanóforo em forma de traço na base de cada nadadeira peitoral. O pigmento interno ao longo da superfície dorsal da notocorda é extenso. Dois raios dorsais alongados estão presentes desde a fase de pré-flexão (4,6 milímetros) até a transformação. O número de vértebras caudais (geralmente 25–26, raramente 24) pode ser determinado a partir da flexão média (5,4 milímetros). A flexão está completa em larvas com 9–10 milímetros de comprimento padrão. O comprimento na transformação varia de 10 a 12 milímetros. A boca e os olhos das larvas são pequenos, e a nadadeira pélvica esquerda apresenta o número completo de seis raios.
A pigmentação larval é relativamente intensa, com destaque para a bexiga natatória e as superfícies dorsal e ventral do corpo. O pigmento interno ao longo da notocorda, assim como o melanóforo na base da nadadeira peitoral, são úteis para identificação. Desde 4,6 milímetros, o terço dorsal esquerdo da bexiga natatória exibe pigmentação evidente, geralmente com três ou quatro melanóforos distintos. O lado direito apresenta pigmentação semelhante até o final da flexão. O pigmento notocordal interno consiste em uma série de traços finos distribuídos ao longo da superfície dorsal, sendo mais extensos que nas larvas de Citharichthys. Durante a pré-flexão e início da flexão, podem ser observados até 12 traços pigmentares entre a bexiga natatória e o centro caudal. Da região caudal (centros 15 a 18; intervalo total de 14 a 20), forma-se uma linha densa e quase contínua de melanóforos.
Um melanóforo interno, aparentemente associado à notocorda, está localizado abaixo do rombencéfalo, próximo à cápsula ótica, onde a notocorda se une ao cérebro. Aglomerados de melanóforos em forma de traço se desenvolvem ao longo das margens dorsal e ventral do corpo entre a nadadeira peitoral e a base da caudal. Em espécimes de pré-flexão, esses aglomerados ainda não estão totalmente formados, embora já possam estar presentes três dorsais e pigmentação ventral. Um melanóforo também pode ser observado na margem ventral da prega caudal, em posição oposta ao centro dos ossos hipurais em formação.
Durante o desenvolvimento, uma linha contínua ou tracejada de pigmento (três a cinco centros) é visível ao longo da linha média lateral, estendendo-se do ânus até a extremidade da notocorda. Um ou dois melanóforos podem estar presentes de cada lado da sínfise mandibular inferior, sendo a margem posterior dessa articulação coberta por um melanóforo estrelado. Outro melanóforo estrelado está localizado na junção das membranas branquioestegais esquerda e direita, à frente do istmo. De um a três melanóforos internos ocorrem na base da nadadeira peitoral e logo à frente do cleitro, abaixo do último arco branquial (visível através do opérculo). Um melanóforo também é frequentemente encontrado na borda anterodorsal do uro-hial. A margem ventral do corpo entre o istmo e a nadadeira pélvica apresenta pigmentação densa, com melanóforos distintos ou faixa contínua de pigmento. Melanóforos adicionais ocorrem ao longo das superfícies ventral e lateral do abdômen e, ocasionalmente, sobre o intestino posterior próximo ao ânus.
A borda inferior da base de ambas as nadadeiras peitorais é marcada por um melanóforo em forma de traço. O segundo raio pélvico esquerdo possui melanóforos na porção distal, e uma série de melanóforos pequenos também está presente nas pontas dos pterigióforos anais. Durante a flexão inicial (4,9 milímetros), melanóforos difusos aparecem acima do rombencéfalo. Na flexão média (5–6 milímetros), pigmentos surgem nas extremidades dos raios dorsais alongados e também nos raios anais médios. Melanóforos começam a se formar nas bases e ao longo das laterais dos raios caudais médios. O pigmento notocordal interno se intensifica durante a flexão, e pigmentos adicionais podem ser vistos na borda anteroventral do maxilar a partir da flexão média até a pós-flexão.
Na flexão tardia (seis milímetros), a bexiga natatória já está orientada para o lado esquerdo, e o crescimento da musculatura começa a obscurecer a bexiga no lado direito. Por volta de 8,5 milímetros, a musculatura passa a encobrir grande parte do pigmento notocordal, exceto pelos traços mais escuros na região da banda caudal. Não há evidência de melanóforo sobre o opérculo, mas um ou dois melanóforos pequenos podem aparecer no interopérculo durante a flexão tardia. Nessa mesma fase, concentrações pigmentares surgem ao redor dos três primeiros raios pélvicos esquerdos, e o pigmento na margem distal da nadadeira pélvica direita se torna evidente.
Durante a pós-flexão (10,5 milímetros), um pequeno melanóforo aparece no lábio superior, e grupos de melanóforos são visíveis ao longo das margens das nadadeiras dorsal e anal em alguns espécimes. Em indivíduos quase transformados (10,3 milímetros), o pigmento notocordal posterior permanece visível. Melanóforos internos adicionais se formam na região posterior ao rombencéfalo. A pigmentação miosseptal está bem desenvolvida, especialmente próxima aos aglomerados pigmentares dorsais e anais, formando uma faixa caudal semelhante à observada em larvas de Citharichthys. Também se observa um aglomerado médio-lateral de melanóforos próximo à nadadeira caudal. Além disso, melanóforos se formam ao longo da superfície anterior da cabeça, do focinho até a nadadeira dorsal, e estão presentes em regiões internas e externas do intestino posterior, bem como nas extremidades proximais de alguns raios dorsais e anais.

## Conservação
A Lista Vermelha da União Internacional para a Conservação da Natureza (UICN) classifica Etropus crossotus como pouco preocupante (LC), pois é amplamente distribuída e comum. É muito comum em estuários e águas rasas da Carolina do Sul e é uma das espécies mais abundantes nos estuários do sul da Flórida. É comumente capturado como captura acidental em pescarias de arrasto de camarão e já foi o mais abundante num levantamento de pescarias de arrasto de camarão no golfo da Califórnia. Sua abundância em desembarques de arrasto não parece ser afetada por períodos sazonais de alta hipóxia, que ocorrem periodicamente no norte do Golfo do México. Em 2018, foi classificada como pouco preocupante (LC) no Livro Vermelho da Fauna Brasileira Ameaçada de Extinção do Instituto Chico Mendes de Conservação da Biodiversidade (ICMBio).